# Rothia viossati
Rothia viossati là một loài bướm đêm trong họ Noctuidae.